# Metro Ethernet Forum
Metro Ethernet Forum – międzynarodowe stowarzyszenie przedsiębiorców działających w branży Carrier Ethernet. Organizacja zrzesza ponad 175 aktywnych członków (marzec 2013) i zajmuje się globalnym promowaniem sieci metropolitalnych. Program MEF pomaga dostawcom usług sieciowych podejmować świadome decyzje zakupowe i zmniejszać ryzyko związane z wdrażaniem nowego sprzętu sieciowego. Misją MEF jest przyśpieszenie procesu wdrażania sieci Carrier Ethernet i usług z nimi związanych na całym świecie.